# Roman Trześniowski
Roman Trześniowski (ur. 1 sierpnia 1909 w Komarowie-Osadzie na Zamojszczyźnie, zm. 22 lutego 2004 w Warszawie) – profesor, teoretyk wychowania fizycznego, pedagog.

## Życiorys
Studiował na Akademii Wychowania Fizycznego (AWF) w Warszawie, po wojnie także na UW (ukończył w 1954). W 1959 obronił doktorat, w 1964 habilitację (z pedagogiki), w 1973 otrzymał tytuł prof. nadzwyczajnego.
Pracował przed 1939 (a także przez kilka lat wojny) jako nauczyciel w szkołach wiejskich. Brał udział w kampanii wrześniowej. W latach 1943–1945 zatrudniony w Polskim Monopolu Tytoniowym (jako instruktor uprawy tytoniu), po wojnie był wizytatorem Kuratorium Pomorskiego w Toruniu. Od 1949 związany z warszawską AWF – był kolejno starszym asystentem, adiunktem, zastępcą profesora, starszym wykładowcą, wreszcie docentem i profesorem. Pełnił na uczelni funkcje kierownika Studium Doktoranckiego (1969–1972), dyrektora Instytutu Wychowania Fizycznego i Rekreacji Ruchowej (1972–1975), kierownika Zakładu Teorii Wychowania Fizycznego (1975–1979), dziekana (1964–1969). W 1983 przeszedł na emeryturę, ale współpracował z AWF (uczelnia otrzymał w międzyczasie imię Józefa Piłsudskiego) aż do 2000. W 1992 Romanowi Trześniowskiemu nadano tytuł doctor honoris causa warszawskiej AWF.
Był wieloletnim działaczem Polskiego Towarzystwa Naukowego Kultury Fizycznej, w 1966 znalazł się w gronie współzałożycieli Towarzystwa i objął funkcję sekretarza, w latach 1968–1983 prezes; nadano mu członkostwo honorowe. Należał przez dłuższy czas do partii ludowych, SL i ZSL (m.in. przewodniczył Komisji Kultury Fizycznej i Turystyki przy Naczelnym Komitecie).
Przez wiele lat związany z redakcją miesięcznika „Kultura Fizyczna” (w latach 1949–1964 sekretarz redakcji). Od 1980 członek Komitetu Nauk o Kulturze Fizycznej PAN; współpracował z Ministerstwem Oświaty i Wychowania oraz Główną Komitet Kultury Fizycznej i Turystyki.
Został odznaczony m.in. Krzyżem Komandorskim (1983) i Kawalerskim Orderu Odrodzenia Polski (1966), Złotym Krzyżem Zasługi (1956), Medalem Komisji Edukacji Narodowej, Krzyżem Armii Krajowej (1995). Postanowieniem prezydenta Aleksandra Kwaśniewskiego z 11 listopada 1996 za wybitne zasługi w pracy naukowej i dydaktycznej został odznaczony Krzyżem Wielkim Orderu Odrodzenia Polski.
Autor artykułów i publikacji książkowych, dotyczących wychowania fizycznego dzieci i młodzieży, m.in.
- Zabawa i gry ruchowe (1953)
- O wychowaniu fizycznym dzieci i młodzieży (1953)
- Wychowanie fizyczne w Ogrodach Jordanowskich (1954)
- Zdrowe i sprawne dziecko (1958)
- Metody określania rozwoju fizycznego w ramach potrzeb wychowania fizycznego i sportu (1958)
- Rozwój fizyczny i sprawność młodzieży polskiej (1961)
- Miernik sprawności fizycznej uczniów i uczennic w wieku 7–9 lat (1963)
- Zabawa ruchowa w procesie wychowania („Roczniki Naukowe AWF”, 1979)

Został pochowany na Cmentarzu Komunalnym Północnym w Warszawie (kwatera E-IX-2-1-13)

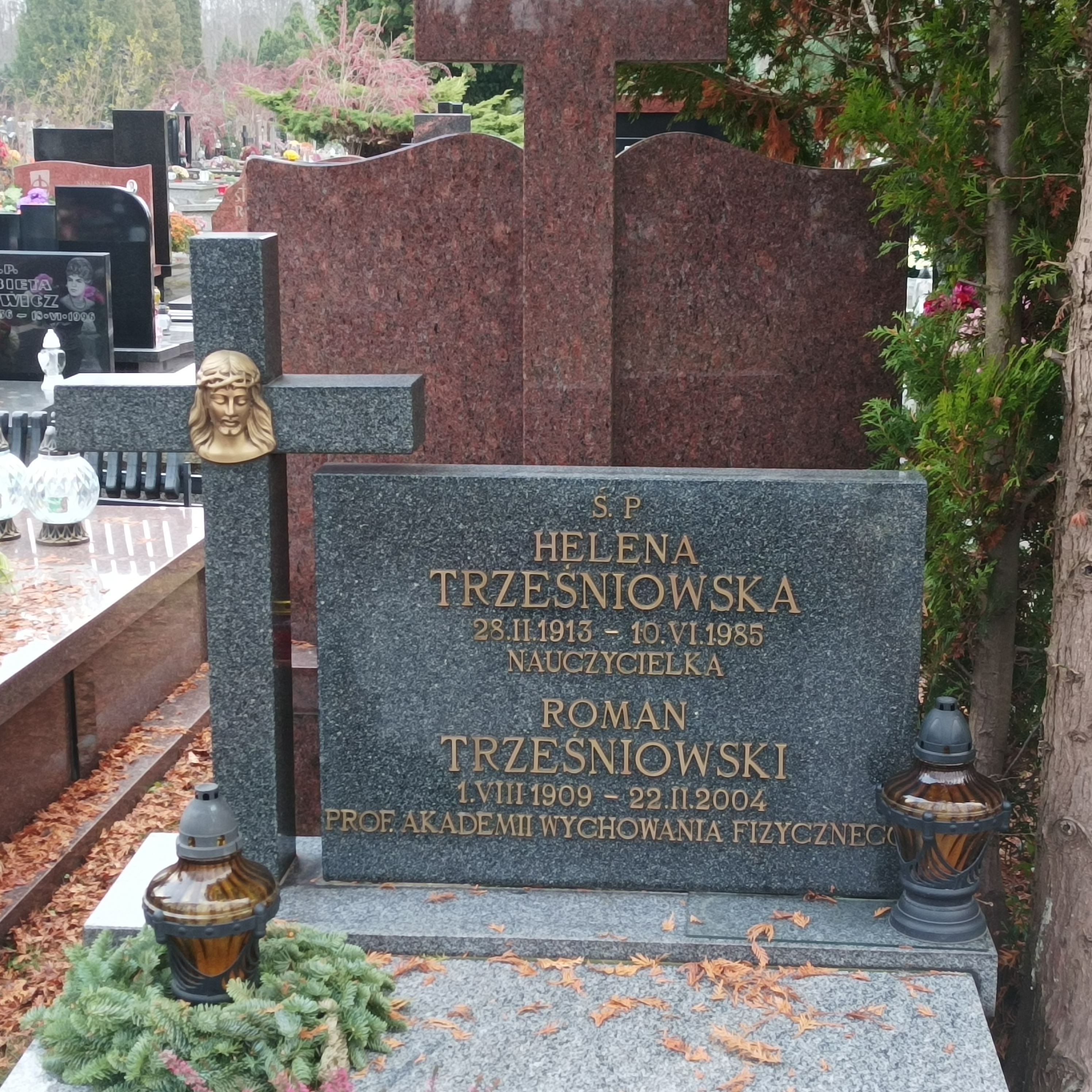
Grób prof. Romana Trześniowskiego na Cmentarzu Komunalnym Północnym w Warszawie

.